# حفل توزيع جوائز الأوسكار الثالث والعشرون
حفل توزيع جوائز الأوسكار الثالث والعشرون (بالإنجليزية: 23rd Academy Awards)‏ هو حدث نظمته أكاديمية فنون وعلوم الصور المتحركة لتكريم أفضل الأفلام لسنة 1950. أقيم الحفل بتاريخ 29 مارس، 1951 في مسرح آر. كي. كو. بانتجس، هوليوود، كاليفورنيا، وقدّمه فريد أستير. في هذه الدورة، فاز فيلم كل شيء عن إيف بجائزة أفضل فيلم، وحاز الممثّل خوسيه فيرير على جائزة أفضل ممثّل، ونالت الممثلة جودي هوليداي جائزة أفضل ممثّلةٍ، وكانت جائزة الأوسكار لأفضل مخرج من نصيب المخرج جوزيف مانكيفيتس.
أكثر الأفلام ترشيحاً للحصول على جوائز كان فيلم كل شيء عن إيف حيث تلقّى 14 ترشيحاً، وكان كذلك أكثرها فوزاً حيث فاز بـ 6 جوائز.

## الجوائز
- جائزة أفضل فيلم:

كل شيء عن إيف
- جائزة أفضل مخرج:

جوزيف مانكيفيتس
- جائزة أفضل ممثّل:

خوسيه فيرير
- جائزة أفضل ممثّلة:

جودي هوليداي
- جائزة أفضل ممثّل مساعد:

جورج ساندرز
- جائزة أفضل ممثّلة مساعدة:

جوزفين هول
- جائزة أفضل سيناريو مقتبس:

كل شيء عن إيف - جوزيف مانكيفيتس
- جائزة أفضل موسيقى تصويريّة:

آني تأخذ سلاحك - سانسيت بوليفارد
- جائزة أفضل تأثيرات بصريّة:

الوجهة القمر
- جائزة أفضل خلط أصوات:

كل شيء عن إيف - تونتيث سينتشوري فوكس

## وصلات خارجية
- حفل توزيع جوائز الأوسكار الثالث والعشرون على موقع IMDb (الإنجليزية)
- حفل توزيع جوائز الأوسكار الثالث والعشرون على موقع ميوزك برينز (الإنجليزية)
- الموقع الرسمي لجوائز الأكاديمية.
- الموقع الرسمي لأكاديمية فنون وعلوم الصور المتحركة.
- قناة جوائز الأوسكار على موقع يوتيوب (تُديره أكاديمية فنون وعلوم الصور المتحركة).
- مقتطفات فيديو من أكاديمية فنون وعلوم الصور المتحركة.